# Lijst van paardenjargon
Dit is een lijst met termen die in de paardensport gebruikt worden.

## Anatomie
- achterhand - dat deel van het paardenlijf achter het zadel
- appelschimmel - grijs paard met donker gekleurde 'appels' (cirkels)
- behang - lange beharing; manen, staart en aan de koten
- benen - de ledematen van een paard worden door paardenkenners 'benen' genoemd omdat ze vinden dat paarden 'edele dieren' zijn.
- borst - gedeelte aan de voorkant boven de voorbenen.
- droge benen - 'vel over been' op de benen, de gewrichten, spieren en aderen zijn goed zichtbaar; dit wordt erg gewaardeerd; men spreekt wel over 'glashard beenwerk'
- hoef - harde hoorn om de laatste anderhalve vinger/ teenkootjes. Te vergelijken met de menselijke nagel
- hoefgewricht - het gewricht binnen in de hoef tussen het 2e en 3e vinger/teenkootje
- hoofd - kop van een paard (zie opmerking bij 'benen')
- koffer - het gedeelte van het lichaam tussen de voorhand en de achterhand, bijvoorbeeld: een paard kan 'een diepe koffer' hebben, dat wil zeggen een brede borstkas
- koot - onderste gedeelte van het been nèt boven de hoef, anatomisch gezien twee vinger- of teenkootjes
- kogel - gewricht, plm. 10 cm boven de hoef (bij een mens: de knokkels tussen handrug en vingers/ voet en tenen)
- maantop - langere haren (manen) vooraan boven op het hoofd en tussen de oren
- manen - rij langere haren in de mediaanlijn van de nek tot de schoft
- mond - de bek (zie opmerking bij 'benen')
- nek - een gedeelte van ongeveer vijf centimeter net achter het hoofd, het gewricht tussen schedel en eerste halswervel; de rest van de nek heet bij een paard 'de hals
- ramsneus bolgebogen (convex) neusprofiel
- schoft - de kleine welving waar de rug overgaat in de hals
- schofthoogte - afstand van de grond tot de schoft, ook stokmaat
- spronggewricht - gewricht halverwege het achterbeen; de 'enkel' van het paard, aan de achterbenen. Veel leken zouden dit de knie noemen maar dit gewricht buigt de andere kant op. De achterknie zit hoger, tegen de romp aan. Paarden lopen in feite op de toppen van hun tenen.
- voorhand - deel van het paardenlijf voor het zadel
- voorknie - de pols van het paard halverwege het voorbeen. De elleboog zit weer hoger.

## Gangen
- stap(voets) - gewoon lopen
- draf - lopen met kruislings geplaatste benen
- galop - sprongsgewijs lopen
  - linkergalop, rechtergalop
  - gestrekte galop ruimgrijpende galop die kan overgaan in rengalop
- tact - dressuurterm, die vaak met 'snelheid' wordt verward. De tact is het ritme waarin de hoeven op de grond komen. Een dribbelstap heeft een hoge/snelle tact, maar omdat het stap is, een relatief lage snelheid. Kalmeert het paard, dan kan de snelheid gelijk blijven, maar met de ruimere passen krijgt het dier een correcte, lagere tact.
- telgang - gang waarbij twee benen links tegelijk worden verplaatst, gevolgd door twee benen rechts, zoals ook bij kamelen.
- tölt - een bijzondere gang die voorkomt bij IJslanders

## Hoefverzorging
- bekappen - hoeven korter maken ter algemene verzorging en ter correctie van de stand
- beslaan - ijzers onder hoeven aanbrengen
- hoefbeslag - de ijzers onder de hoeven, soms met rubber als vering
- hoefijzer - ijzeren bescherming die onder de hoef aangebracht wordt tegen excessieve slijtage
- hoefnagel - spijker waarmee hoefijzers vastgezet worden
- hoefsmid - deskundige voor hoefbeslag en hoefverzorging
- hoefstal - stevige open stellage om het paard vast te zetten tijdens het beslaan
- kalkoenen - ijzeren punten die in een speciaal hoefijzer gedraaid kunnen worden, tegen uitglijden op ijs of sneeuw

## Kleuren
- aftekeningen - witte voeten of benen, witte vlekken aan het hoofd.
- bles - witte streep tussen de ogen, kol - middelgrote witte plek, vlek - kleine witte plek.
- bont paard - om het even welk paard met permanent haren in twee verschillende kleuren.
- bruin paard - paard met bruin lijf en met zwarte punten (manen, staart, onderbenen en oorpunten); bij moderne rassen een veelvoorkomende kleur.
- maanoog - zeldzame blauw-witte vlek in een van de ogen.
- panterbont - witte vacht met bruine of zwarte stippen; het geassocieerde gen kent vele variaties.
- pinto - gekleurd paard met een patroon van witte vlekken.
- schimmel - grijs paard dat donker geboren is en later wit wordt.
- vos - roodbruin paard, ook aan de benen en de staart (maar zie: bruin paard).
- wildkleur - vaalbruine vacht met aalstreep, tweekleurige manen en soms 'zebrastrepen' op voor- en achterbenen en op de schouder.
- wit paard - in enge zin een paard met pigmentloze huid, witte haren bij de geboorte en blauwe ogen.
- zwart paard - paard met zwart vel en gewoonlijk donkerbruin haar.
- zweetvos - vos met blonde manen en staart.

## Medisch
- dop - melkkies die op blijvend gebitselement blijft zitten
- droes - luchtweginfectie veroorzaakt door bacterie streptococcus equi
- drukking - ontsteking of wond veroorzaakt door klemmend of schurend tuig, naderhand herkenbaar aan witte haargroei
- klophengst - hengst met cryptorchisme

## Ontwikkelingsfasen en geslachten
- enter of jaarling - eenjarig paard
- hengst - vruchtbaar mannelijk paard
- klophengst - half gelubde hengst
- merrie - vrouwelijk paard
- ruin - door castratie onvruchtbaar gemaakte hengst
- twenter - tweejarig paard
- veulen - paardenjong (tot één jaar)

## Rassen en fokkerij
- dekhengst - een hengst die is toegelaten tot het stamboek
- paardenkeuring - bijeenkomst van eigenaars en fokkers om hun paarden te laten beoordelen
- e-pony - een paardje met een stokmaat tussen 148 en 158 centimeter (soms ook: 'damespaard')
- koudbloed - zwaargebouwd trek- of werkpaard met een rustig (koelbloedig) temperament
- pony - klein paard met gewoonlijk een forse bouw (bovengrens ligt bij 148 cm)
- sober - een ras is 'sober' als het toe kan met sober voedsel, zoals schrale weiden, en nauwelijks krachtvoer nodig heeft
- stamboek - een organisatie die lijsten bijhoudt met individuele gegevens en de afstamming van dieren
- stoeterij - paardenfokkerij (vergelijk Duits Stute = merrie)
- warmbloed - tussen koud- en volbloed in; een veelvoorkomend en veelzijdige kruising, bijvoorbeeld gebruikt in de springsport, de mensport en in de dressuur
- volbloed - een Arabier of een Engelse volbloed: paarden met een edel hoofd en 'droge' bouw (ranke benen en een gewelfde hals), geschikt voor paardenraces

## Training
- beleren - zadelmak maken
- buitenbak - onoverdekte zandbaan voor het beoefenen van rijsport
- cavaletti - lage hindernisbalk om paarden te leren hun benen op te tillen
- drafsport - ingespannen snelheidswedstrijden met sulkys
- dressuur - gymnastische oefeningen voor paard en ruiter
- jockey - een ruiter in de rensport
- longeren - het paard aan een lange lijn in een cirkel laten lopen
- manege - overdekte rijhal met rijschool of stalhouderij
- mennen - een aangespannen kar of wagen besturen
- mensport - wedstrijden met aangespannen paarden
- optuigen - het tuig op het paard leggen en vastmaken
- rensport - bereden galopsport, paardenrennen
- springen - hindernisrijden
- vierspan - vier paarden twee-aan-twee voor een wagen
- volte - een grote of een kleine cirkel die gereden wordt tijdens de dressuur

## Uitrusting
- bit - metalen dwarsstaaf in de mond bij het diasteem
- gareel - leren halskraag om karren, koetsen, wagens, rijtuigen en dergelijke te trekken
- haam - houten halsjuk om wagens, ploegen en dergelijke te trekken
- hoofdstel - stelsel van riemen om het paardehoofd teneinde het bit en de leidsels te bevestigen
- koets - aangespannen rijtuig
- rijbroek - een elastische nauwsluitende kniebroek met leren versterking aan binnenkant van de knieën
- rijlaars - hoge nauwsluitende laarzen van leer of van rubber/vinyl
- rijzweep - hulpmiddel voor het geven van aanwijzingen en correcties
- sporen - getand wieltje aan de rijlaars om het paard 'aan te sporen'
- stijgbeugels - voetsteunen ter weerszijden van het paard
- stijgbeugelriem - een in lengte verstelbare riem die de stijgbeugels draagt
- strengen - lange riemen waaraan een tuigpaard het voertuig voorttrekt
- tuig - het samenstel van riemen om het paardehoofd en -lichaam
- tuigage - tuig voor rij- of trekdieren algemeen
- zadel - een lederen zitkussen op de rug van het dier

## Verzorging
- groom - paardenverzorger, ook: assistentkoetsier
- hoevenkrabber - dunne metalen haak om de onderkant van de hoeven te reinigen van modder en mest
- liksteen - zoutsteen om in de behoefte aan mineralen als natrium te voorzien
- manenkam - groftandige metalen kam om de manen te kammen of toiletteren
- roskam - ijzeren borstel voor de verzorging van paarden
- toiletteren - verzorgen van manen, staart en behang door knippen, scheren, trekken of vlechten van haren
- zweetmes - flexibele metalen strip om overtollig vocht uit de vacht van een paard te verwijderen